# حركة جنوب إفريقيا الوطنية الاشتراكية
Greyshirts أو Gryshemde هو الاسم المختصر الذي يطلق على الحركة الاشتراكية القومية لجنوب أفريقيا، وهي حركة نازية جنوب أفريقية كانت موجودة خلال الثلاثينيات والأربعينيات. بالإشارة في البداية فقط إلى مجموعة شبه عسكرية، سرعان ما أصبحت اختصارًا للحركة ككل.
نمت الهجرة اليهودية من ألمانيا النازية إلى جنوب إفريقيا بشكل كبير خلال ثلاثينيات القرن الماضي وأطلقت Greyshirts حملة تدعو إلى وضع حد لهذه الممارسة.
وصلت الحزب النازي إلى جنوب أفريقيا في عام 1932 ونتيجة لذلك ظهرت عدة مجموعات متعاطفة مع النازية. وكان أبرز هذه المجموعات حركة الاشتراكيين الوطنيين الجنوب أفريقيين غير اليهود (المعروفة أيضًا باسم حركة الاشتراكيين الوطنيين المسيحيين الجنوب أفريقيين)، التي أسسها لويس فيخاردت في العام التالي. كانت مجموعة شديدة معادية للسامية، نظمت القمصان الرمادية كنسخة منها لـكتيبة العاصفة، على الرغم من أن القميص الرمادي أصبح مرتبطًا بالمجموعة لدرجة أنه كان يُطبق على الحركة بأكملها. وعلى عكس بعض الجماعات المتطرفة، لم تنقسم القمصان الرمادية على أسس لغوية، بل سعت للعمل مع كلا من السكان الناطقين بـاللغة الأفريكانية واللغة الإنجليزية.

العلم والشارة التي استخدمتها القمصان الرمادية كانت نسخة معدلة من علم ألمانيا النازية بألوان البرتقالي والأزرق والأبيض في تكوين الصليب المعقوف النازي - تم ذلك عمداً لتعكس الألوان الوطنية لعلم جنوب أفريقيا (1928-1994), الـ"أورانجي-بلانجي-بلو".

عانت القمصان الرمادية من صعوبة في الحفاظ على الوحدة وأنتجت عدة مجموعات انشقاقية صغيرة، مثل حركة الفاشيين الجنوب أفريقيين بقيادة يوهانس فون مولتكه. وقد اتحدت معظم هذه المجموعات تحت رعاية دانيال فرانسوا مالان عندما شكل 'حزب الوطن النقي'، على الرغم من أن القمصان الرمادية لم تشارك وخاضت الانتخابات العامة في جنوب أفريقيا 1938 بمفردها. كان القرار غير حكيم، حيث فشلت القمصان الرمادية في تحقيق أي تأثير. هاجم الحزب الوطني بشدة المجموعة، مع ظهور مقال في دي بورغر في أكتوبر 1934 ينص على: "نعتقد أن هذا الحزب، المعروف عمومًا بالقمصان الرمادية، تحت عباءة حركة معادية لليهود، يسعى لتحقيق شكل خطير من الحكم في جنوب أفريقيا. تهدف القمصان الرمادية إلى إنشاء دكتاتور في جنوب أفريقيا." 
نمت هجرة اليهود من ألمانيا النازية إلى جنوب أفريقيا بشكل كبير خلال ثلاثينيات القرن الماضي وأطلقت القمصان الرمادية حملة تدعو إلى إنهاء هذه الممارسة. تم استئجار سفينة من قبل مجلس اليهود الألمان، وهي مجموعة مقرها المملكة المتحدة، لجلب أكبر عدد ممكن من اليهود إلى كيب تاون، مما أدى إلى تنظيم القمصان الرمادية احتجاجًا جماهيريًا ضد هذه الخطوة. كان حجم المعارضة كبيرًا لدرجة أن سارة ميلين ناشدت جان سموتس للتعامل مع القمصان الرمادية، على الرغم من تجاهل طلبها. في الواقع، تحسنت العلاقات بين الحزب الوطني والقمصان الرمادية، بداية من رسالة في عام 1937 من فرانس إيراسموس، في ذلك الوقت أمين الحزب الوطني، يشيد بالقمصان الرمادية لإثارتها "المشكلة اليهودية" وبلغت ذروتها بانضمام عدد من القادة الرماديين إلى عضوية الحزب الوطني أيضًا.
تم رصد الأنشطة خلال الحرب العالمية الثانية، على الرغم من أن القمصان الرمادية استمرت في الوجود وأعادت تسمية نفسها بـحزب العمال البيض في عام 1949. ومع ذلك، بحلول هذا الوقت فقدت معظم العضوية لصالح حركة أوسوا-براندفاغ أو النظام الجديد الذي أسسه أوزوالد بيرو، وكلاهما همشوا وفقدوا أتباعهم لصالح حزب الوطن الموحد، الذي فاز في الانتخابات العامة وحكم البلاد لمدة 46 عامًا. بعد هذه النقطة، أصبحت القمصان الرمادية/حزب العمال البيض ظاهرة هامشية تمامًا.